# Livan Burcu
Livan Baha Burcu, né le 28 septembre 2004 à Francfort-sur-le-Main en Allemagne, est un footballeur turco-allemand qui évolue au poste d'ailier gauche à l'Union Berlin.

## Biographie

### Carrière en club
Livan Burcu commence sa formation footballistique dans sa ville natale, au FSV Francfort, avant de rejoindre l'Eintracht Francfort en 2014. En janvier 2022, il s'engage avec le Beşiktaş, où il évolue brièvement dans les équipes de jeunes. Il retourne en Allemagne en juillet suivant pour intégrer le centre de formation du SV Sandhausen. Ses performances avec l'équipe U19  lui valent un premier contrat professionnel en avril 2023, avant d'être promu en équipe première pour la saison 2023-2024. Il fait ses débuts professionnels le 5 août 2023, en tant que titulaire lors d'un match nul 0-0 contre le VfB Lübeck en 3. Liga.
Le 20 juillet 2024, Burcu signe avec l'Union Berlin, club de Bundesliga, qui le prête immédiatement au 1. FC Magdebourg pour la saison 2024-2025. Sous les couleurs de Magdebourg, il devient rapidement un élément clé de l'équipe, évoluant principalement au poste d'ailier gauche. Son style de jeu, caractérisé par des dribbles efficaces et une grande activité offensive, attire l'attention de plusieurs clubs de Bundesliga et de formations turques comme le Beşiktaş.

### En sélections nationales
Burcu est international espoir avec la Turquie depuis mars 2024.